# 広島県立文化芸術ホール
広島県立文化芸術ホール（ひろしまけんりつぶんかげいじゅつホール）は、広島県広島市中区にある多目的ホールである。愛称は「上野学園ホール」（うえのがくえんホール）。
旧称広島郵便貯金ホール（ひろしまゆうびんちょきんホール、別名「メルパルクホール広島」）で広島郵便貯金会館の別館であった。

## 概要・歴史
1972年、郵政省（当時）により、郵便貯金の普及・宣伝活動施設である広島郵便貯金会館として開館した。当時は、ホールの他に、会議場・ホテル等を備えていた。特にホールは、壁に天然木の化粧合板を張り付け、音響効果の良いホールとして音楽関係者から評判で、1861人（開場当時）収容する事ができ、1985年に2001人収容の広島厚生年金会館（現 広島文化学園HBGホール）が出来るまでは広島最大の多目的ホールだった。
1991年、広島市中区基町にある広島中郵便局の改築により、新館（現 メルパルク広島）が完成。その時、存廃問題が起きたが、新館にはホールが無いこと等により、ホール機能に特化して「メルパルクホール広島」の愛称を付与。その後、以前の施設名に近い「広島郵便貯金ホール」の愛称が与えられた。
2006年、日本郵政公社（当時）は、ホールの老朽化に伴う補修費用がかかること等より、2007年3月末をもって閉鎖する方針を発表（それに先立ち、2006年4月より日本郵政公社によるホール利用予約受付を取りやめていた）。一方で、郵政公社は広島市もしくは広島県が取得するのであれば優先して譲渡する方針を示し、後に広島県が取得することになり、同年10月より予約を再開。また、本施設同様に閉鎖問題が起きていた「広島厚生年金会館（旧称）」の取得に関しては、広島市主導の取得の方針とされ、2009年に市が施設譲渡の仮契約を締結。その後、正式に譲渡され、2010年4月1日より「広島市文化交流会館」として運営されている。
2007年より、県営の施設として運営開始。

### ネーミングライツ
2007年7月よりネーミングライツを導入。
当初の公募には2社が応募し、年間3300万円・2007年7月1日から2012年6月30日までの5年契約で広島綜合警備保障が取得。愛称は、親会社の綜合警備保障のブランドネームである "ALSOK" を冠して「ALSOKホール」（アルソックホール）とした。
2012年7月1日以降のネーミングライツについては改めて公募が行われ、2社の応募から年間1200万円の5年契約を提示した学校法人上野学園（広島県で専門学校を経営する学校法人）が取得。愛称が「上野学園ホール」（うえのがくえんホール）に変更された。2017年の満期後も契約更新し、2024年3月31日まで契約更新している（2021年4月1日から）。

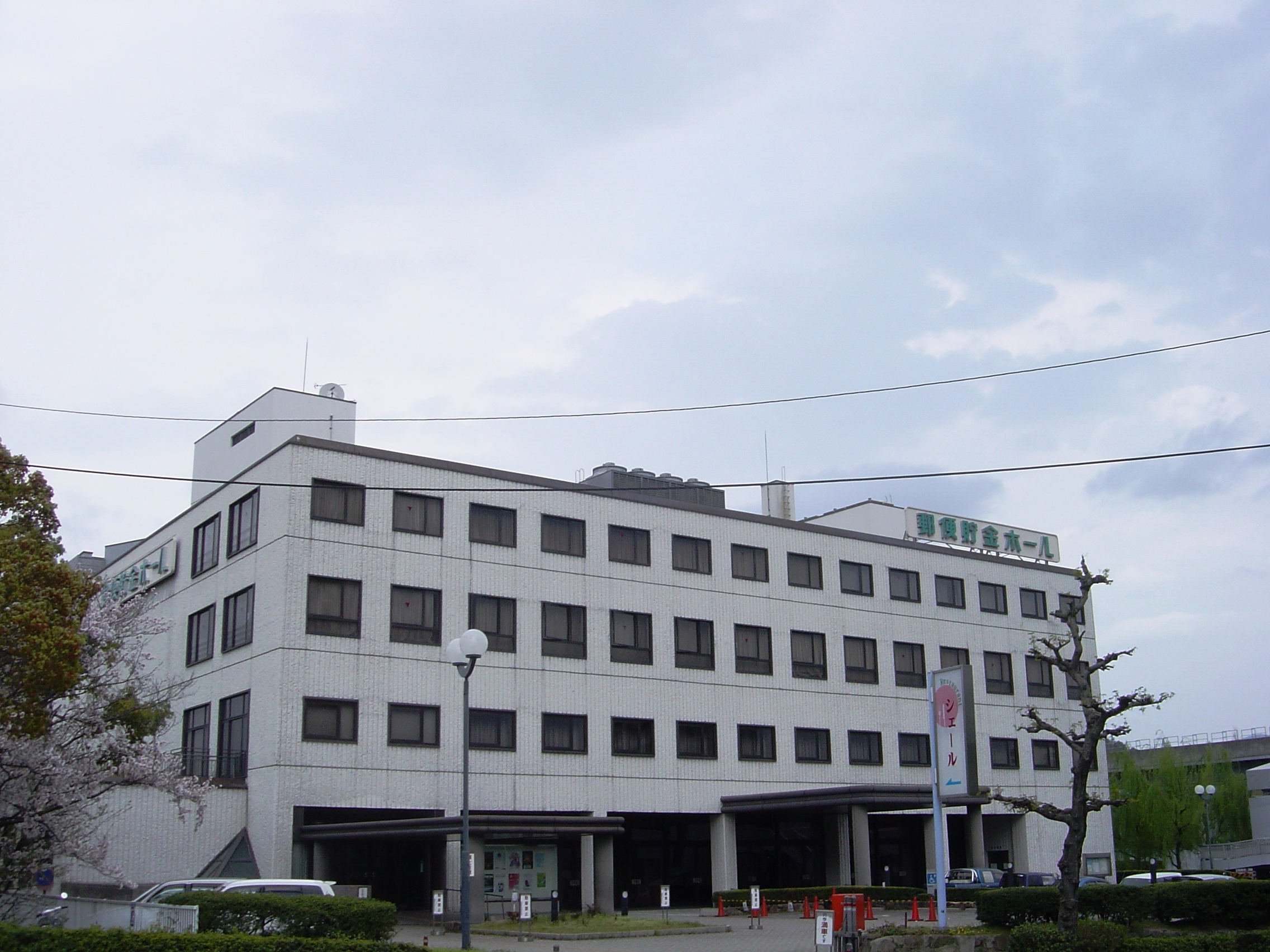
広島郵便貯金ホール時代 （-2007年3月）
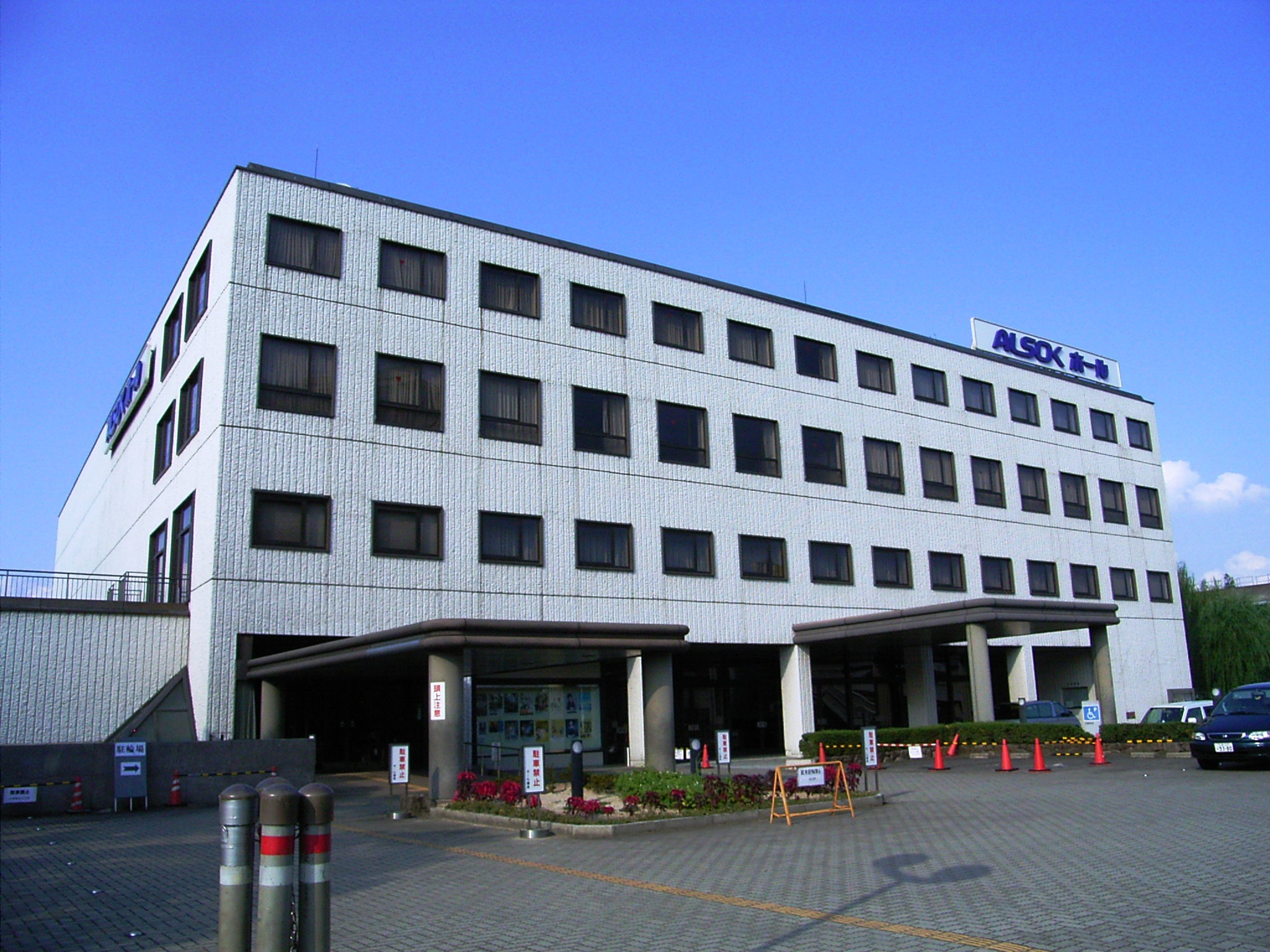
ALSOKホール時代 （2007年7月-2012年6月）

### 指定管理者制度
2008年から指定管理者制度を導入。当初は舞台運営を手がける「共立」と「合人社計画研究所」の共同企業体により管理されていた。
2010年に指定管理者が再公募され、中国放送の関連会社でカルチャーセンターを手がける「RCC文化センター」とビルメンテナンスの「三栄産業」の共同企業体である「RCCホールマネジメントグループ」が2011年4月1日より5年間の予定で管理・運営を行っている。再公募では、カルチャースクールによる施設活用や地元向けイベント、高等学校に対する利用料金の割引などの新規提案により、当初運営の共立・合人社グループより高い評価を得ていた。2016年4月1日には5年間更新、2021年4月1日よりさらに5年間更新されている。

## 設備
- ホール
  - 座席数：1730席（1階1230席・2階500席）、車椅子4台、立見席127席、母子室。
- 会議室
- リハーサル室
- スタジオ
- レストラン

## アクセス
- アストラムライン 白島駅 西出口から徒歩約2分
  - 本通・県庁前方面 - 新白島駅 - 白島駅 - 古市・広域公園前方面
- JR山陽本線・可部線 新白島駅から徒歩約7分[5]
  - 広島駅方面 - 新白島駅 - 横川駅 - 宮島口・岩国方面 / 緑井・可部方面
- 安田学園白島キャンパス（旧 白島北町）バス停（広島交通・JRバス中国・広島バス）から徒歩約2分
- 新白島駅 バス停から徒歩約10分

## 周辺施設
- 広島ホームテレビ本社
- 安田小学校
- 安田女子中学校・高等学校